# Epimachus (geslacht)
Epimachus is een geslacht van zangvogels uit de familie paradijsvogels (Paradisaeidae) en de superfamilie corvoidea.

## Soorten
Het geslacht kent de volgende soorten:
- Epimachus fastosus – Zwarte sikkelsnavel
- Epimachus meyeri – Bruine sikkelsnavel